# Скутозавр
Скутоза́вр (лат. Scutosaurus) — род парарептилий из семейства Pareiasauridae клады парейазавров. Жили во времена пермского периода (известны из отложений возрастом около 252—265 миллионов лет) на территории современной России.

## Описание

Сравнительный размер

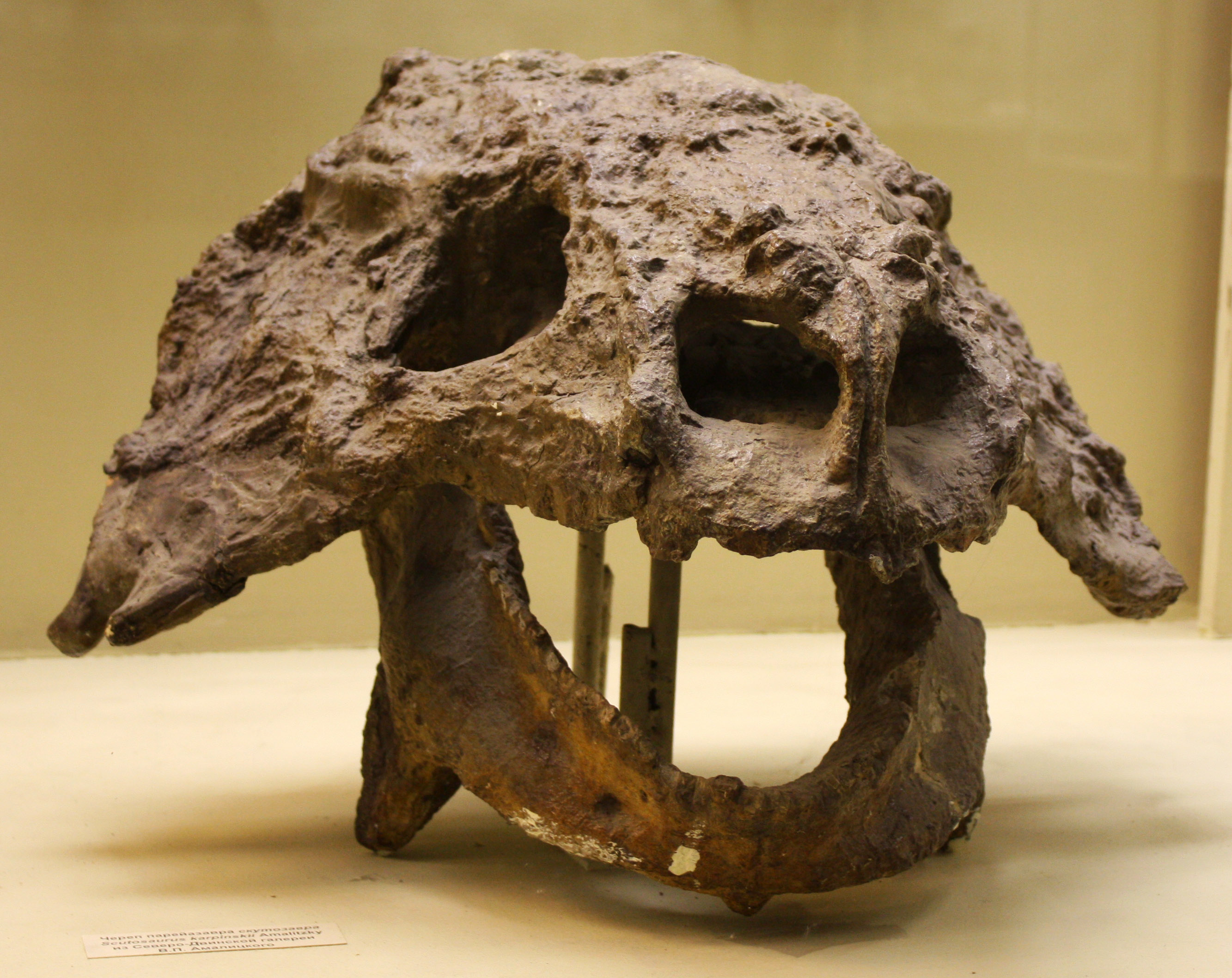
Череп скутозавра в Палеонтологическом музее имени Ю. А. Орлова

Крупные животные, длина черепа от 20 до 40 см, возможно, более. Общая длина до 3—3,5 метров. Тело коренастое, позвонки с высокими остистыми отростками, особенно в плечевой области. Панцирь в виде шейного щита и отдельных туловищных остеодерм, иногда указывается на наличие щита над тазовой областью (отсюда название — «щитоящер» от лат. scutum — «щит»). Есть конические остеодермы в ушной области. Череп широкий, с мощными разрастаниями в щёчной области и на нижней челюсти. В отличие от африканских парейазавров глазницы относительно крупные. На остеодермах описаны отпечатки протоков кожных желез, что предполагает мягкую железистую кожу. Роговые чехлы могли быть лишь на носовых и щёчных выростах черепа. Зубы листовидные, грубо зазубренные, сходные с зубами растительноядных ящериц — но, в отличие от ящериц, при смыкании челюстей контакта зубов нет. Нижнечелюстные зубы находились внутри от верхнечелюстных. Челюстная мускулатура слабая. В целом зубная система может отражать питание водорослями.
Признаки посткраниального скелета описываются разными авторами по-разному. Так, в американской литературе скелет скутозавра изображен с распрямленными задними конечностями, что соответствует типично наземному животному. В то же время исходное изображение скелета (и скелеты, смонтированные в музее ПИН) соответствуют массивному коротконогому ящеру с растопыренными ногами. М. Ф. Ивахненко считает скутозавров полностью водными, поскольку особенности посткраниального скелета (низкий плечевой пояс, плохо сформированные эпифизы костей конечностей) затрудняют движение по суше. Создается впечатление, что американские изображения относятся вообще к совершенно другому животному, хотя высокие остистые отростки шейной области как будто указывают на скутозавра. (Впервые эта реконструкция, выполненная художницей Х. Циска, появилась в работе У. К. Грегори о происхождении черепах в 1946 году. Подпись под рисунком гласила, что он сделан на основе скелета из Американского музея естественной истории).
Скутозавры описаны В. П. Амалицким из знаменитого местонахождения Соколки на берегу Малой Северной Двины как Pareiosaurus karpinskii. Интересно, что написание названия рода «Pareiosaurus», а не «Pareiasaurus» (как для известного южноафриканского парейазавра) указывало на возможность выделения двинских ящеров в особый род. Однако, название «Pareiosaurus», по-видимому, было преоккупировано. В 1930 году А. П. Гартман-Вейнберг выделила род Scutosaurus.
Количество видов варьирует от 1 до 3. Обычно указывается на наличие лишь одного типового вида — S. karpinskii, из вятского горизонта верхнетатарского подъяруса поздней перми Архангельской области и Татарстана. В то же время, М. Ф. Ивахненко признает наличие в фауне Соколков еще одного, более мелкого вида — Scutosaurus tuberculatus, выделенного еще Амалицким. В отличие от типового вида, этот мелкий скутозавр сохраняет развитый туловищный панцирь и относительно низкие остистые отростки. (Для наиболее крупных особей типового вида характерна редукция панциря). Скутозавр из Татарстана описан по фрагментам черепа в 1987 году как Scutosaurus itilensis. Кроме того, более древний и мелкий парейазавр из северодвинского горизонта Татарстана выделен в особый род и вид проэлгиния (Proelginia permiana). Все перечисленные виды могут относиться к различным возрастным и/или половым формам единственного типового вида.
По-видимому, скутозавры населяли также пресные водоёмы верхнепермской эпохи, но вымерли до её окончания. Из пограничных пермо-триасовых слоев (Вязниковский комплекс) они не известны.

## В культуре
Скутозавры показаны в фильме Би-би-си «Прогулки с монстрами. Жизнь до динозавров». Скутозавр был изображён полностью наземным животным, способным бегать на короткие расстояния и мигрирующим по пустыне от одного оазиса к другому в поисках воды и свежей растительности.
В первой и шестой сериях первого сезона и в седьмой серии второго сезона сериала «Портал юрского периода» был показан Scutosaurus karpinskii, однако более крупный, чем он был в реальности и, в отличие от своего реального прототипа, хорошо передвигался по суше.
Скутозавры показаны в фильме «National Geographic. Земля: Биография Планеты».